# Сіхей
Сіхей (дав.-гр. Σιχαίος, лат. Sicharbas), або ж Акербант — верховний жрець бога Геракла у Тірі, чоловік Дідони, якого вбив її брат Пум'ятон.
Був одружений з донькою фінікійського царя Бела, вже після смерти його. Доводився дружині дядьком по лінії матері. Брат Дідони, Пум'ятон, зайняв трон батька. Знаючи про ненаситну жадобу до золота нового царя, Сіхей, найбагатший з фінікійців, приховував свої статки, однак чутки ширились і одного дня Пум'ятон підступно вбив жреця біля вівтаря. Важко сприйняла смерть коханого Дідона, виливаючи на брата чорні прокляття, згодом зрозуміла, що треба тікати. В новій місцині заклала місто — Карфаген.